# Степанкевич Олександр Тарасович
Олександр Тарасович Степанкевич (5 жовтня 1971, м. Тернопіль — 3 березня 2023, с. Ольгівське, Запорізька область) — український військовослужбовець, старший сержант Збройних сил України, учасник російсько-української війни. Почесний громадянин міста Тернополя (2023, посмертно).

## Життєпис
Олександр Степанкевич народився 5 жовтня 1971 року у Тернополі.
Грав в футбол.
З початком повномасштабного російського вторгнення в Україну пішов добровольцем на фронт. Служив головним сержантом третього стрілецького взводу першої стрілецької роти. Загинув 3 березня 2023 року в с. Ольгівське на Запоріжжі.
Похований 8 березня 2023 року на Алеї Героїв Микулинецького цвинтаря м. Тернополя.
Залишилися дружина та два сини.

## Нагороди
- почесний громадянин міста Тернополя (28 квітня 2023, посмертно) — за вагомий особистий вклад у становленні української державності та особисту мужність і героїзм у виявленні у захисті державного суверенітету та територіальної цілісності України[1];
- хрест «Честь і Слава».